# Ušakov (otok)
Ušakov (rus. Остров Ушакова, Ostrov Ushakova) je izolirani ruski otok smješten u Arktičkom oceanu.
Prosječna godišnja količina oborina kreće se od 200 mm na 50 m/nm i između 350 i 400 mm oko najviše točke ledene kape otoka.

## Geografija
Otok Ušakov nalazi se u blizini područja stalnog morskog leda na sredini puta između Zemlje Franje Josifa i Sjevernaje zemlje, na sjevernoj granici Karskog mora. Ovaj otok leži blizu granice trajnog leda; pust je i podložan jakim arktičkim olujama. Njegova ukupna površina je 324 km2. Ovaj otok pripada Tamirskom Dolgano-nenetskom rajonu Krasnojarskog kraja ruskog Sibirskog saveznog okruga. Zbog svog krajnjeg sjevernog položaja, more koje okružuje otok Ušakov zimi je prekriveno ledenim pokrivačem, a ljeti je puno santi leda. Najbliže kopno je otok Vize 140 km južnije.

### Ledena kapa
Otok Ušakov prekriven je ledenom kapom. Najviša točka ovog ledenjaka je 294 m. Stjenovito tlo ispod ledene mase je ravno i dijelom se nalazi ispod razine mora. Rubovi ledene kape čine 20 do 30 metara visoke ledene litice uz obalu. Površina ledene kape smanjila se za 2 km2 između 1950. i 2000., ali je volumen leda narastao s 35 na 38 km3. Prosječna debljina leda povećala se sa 107 m na 118 m.

### Klima
Otok Ushakov ima klimu ledene kape (EF), koja graniči s klimom tundre (ET; prosječna visina u srpnju je iznad nule, što znači da se nešto snijega može otopiti), zahvaljujući svom položaju na 81 N i oko 30 kmod granice stalnog morskog leda. Ljeta su vrlo hladna i suha, dok su zime izrazito hladne i gotovo bez oborina.

## Povijest
Ovaj otok bio je posljednji komad neotkrivenog teritorija u sovjetskom Arktiku. Napokon je lociran 1935. kada je nekoliko preostalih neistraženih područja u sjevernom Karskom moru pregledano sovjetskim hidrografskim i oceanografskim operacijama na ledolomcima za proučavanje mora i leda.
Ekspediciju koja je otkrila otok predvodio je polarni istraživač, kartograf i oceanograf Georgij Aleksejevič Ušakov na ledolomcu Sadko, po kojem je otok i dobio ime. Prvo zimovanje na otoku Ušakovu obavljeno je 1954./55., a polarna postaja osnovana je 1954. Ovo je napušteno tijekom 1980-ih, a kada je ekspedicija posjetila otok 2001. godine, pronašli su dvije male zgrade djelomice utonule u led.

## Vanjske poveznice
|  | Zajednički poslužitelj ima još gradiva o temi Ušakov (otok) |

- The route over the drifting ice of Kara Sea from Frantz-Josef Land Archipelago to Ushakov Island